# Jan Veselý (ciclista)
Jan Veselý (17 de junho de 1923 — 10 de fevereiro de 2003) foi um ciclista olímpico tchecoslovaco. Representou sua nação em dois eventos nos Jogos Olímpicos de Verão de 1952.

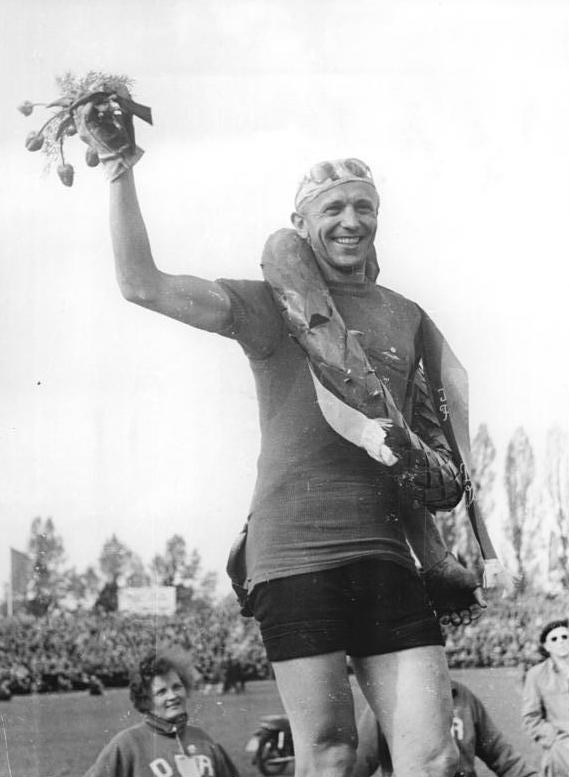
Jan Veselý em 1954